# Sibylla pretiosa
Espèce
Sibylla pretiosa est une espèce de mante que l'on trouve dans le sud de l'Afrique. Elle a la particularité de grandir de manière asymétrique pour mieux correspondre à la végétation de son environnement.

## Description
Les adultes se distinguent de la plupart des autres espèces de mantes par leurs ailes foliacées, généralement la seule partie verte de leur exosquelette le reste étant brun tacheté. Les épines sur les pattes avant qui servent à attraper les proies sont longues et pointues, différentes de la sorte de peigne fin tel que retrouvé chez Hymenopus coronatus, la mante orchidée. Le thorax de Sibylla pretiosa est très mince et allongé, semblable à celui de Gongylus gongylodes. Les femelles adultes atteignent généralement 5 à 6 cm de longueur tandis que les mâles sont généralement d'environ 1 cm  plus petits. Sa durée de vie est inconnue, mais on sait qu'elle peut vivre jusqu'à neuf mois en captivité (les mantes sauvages sont susceptibles de vivre une un peu plus longtemps, un an et quelques mois).

## Reproduction
L'oothèque compte de 5 à 25 petits.

## Régime alimentaire
La mante mange presque exclusivement des proies volantes, avec des mouches Drosophila melanogaster comme aliment de prédilection pour les jeunes nymphes en captivité.

## Galerie

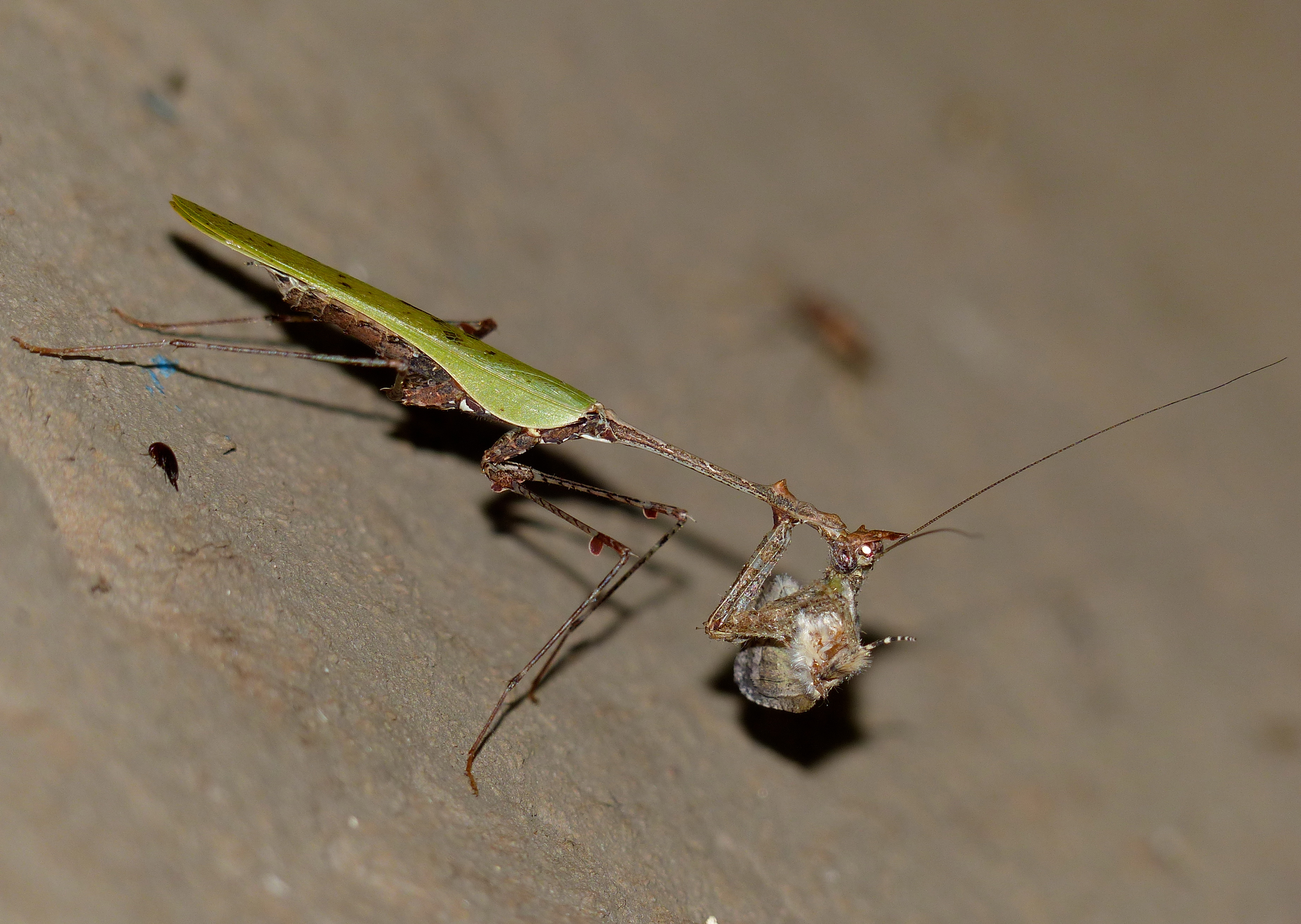
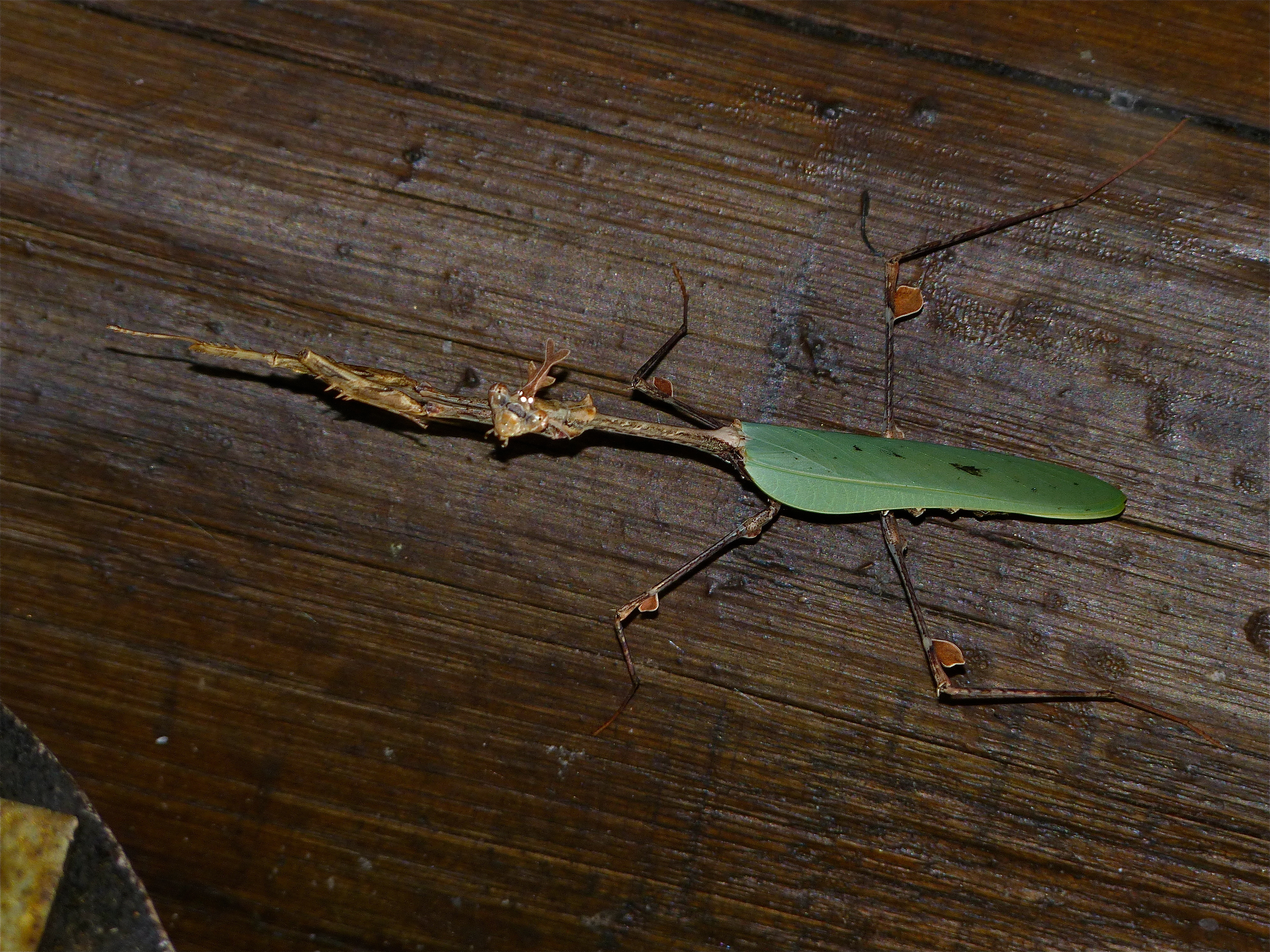
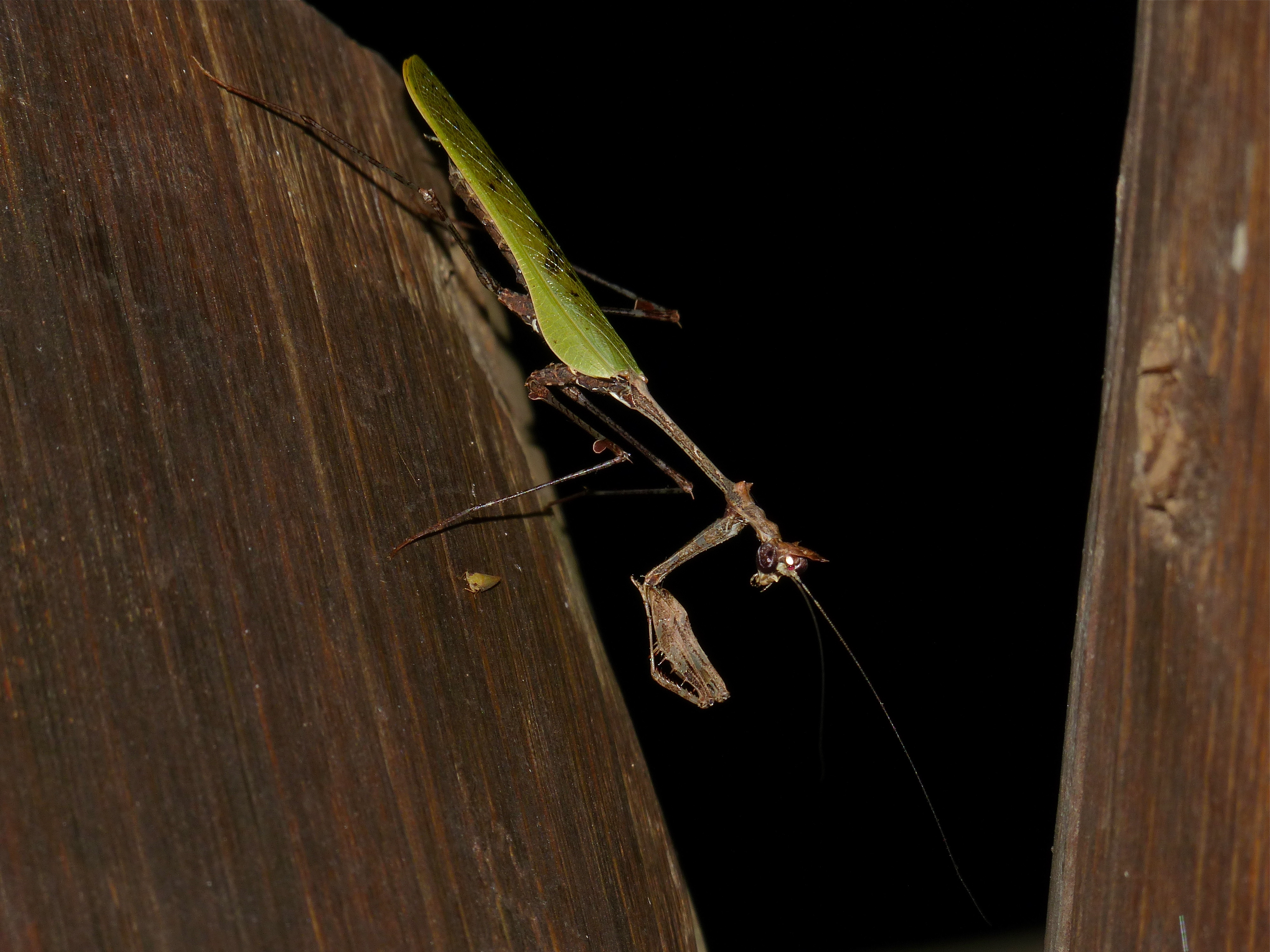
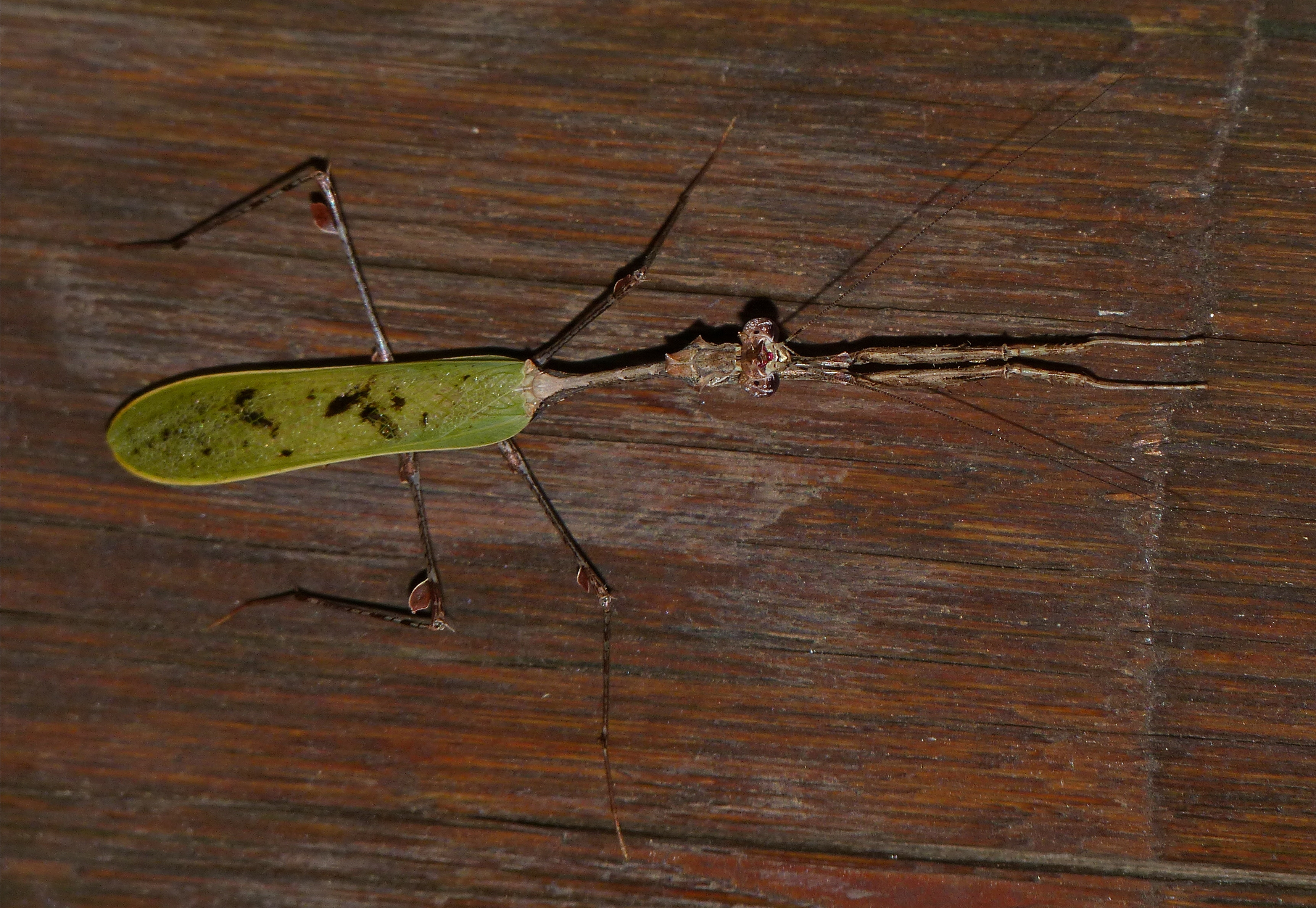
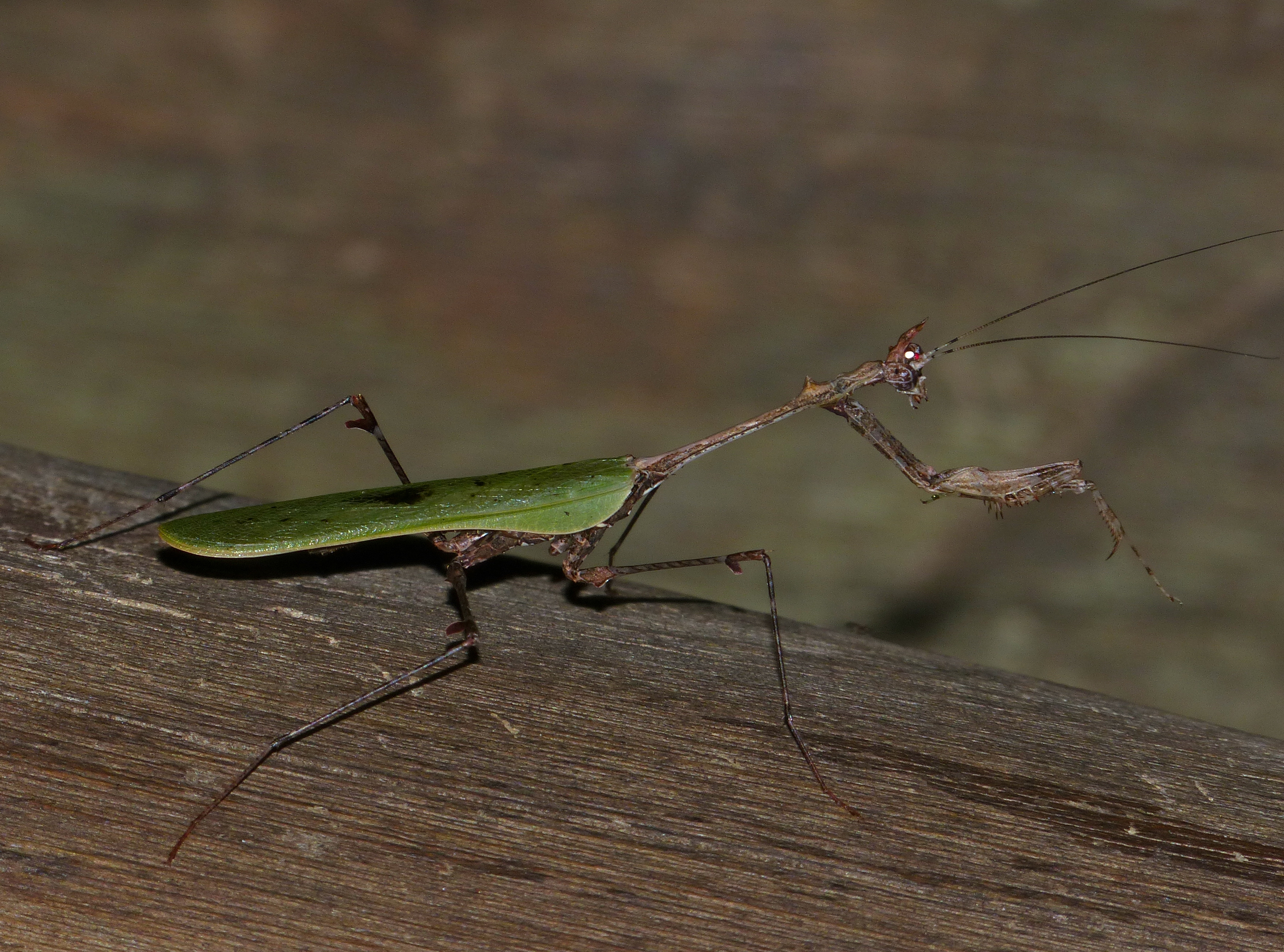